# Корчевальная машина

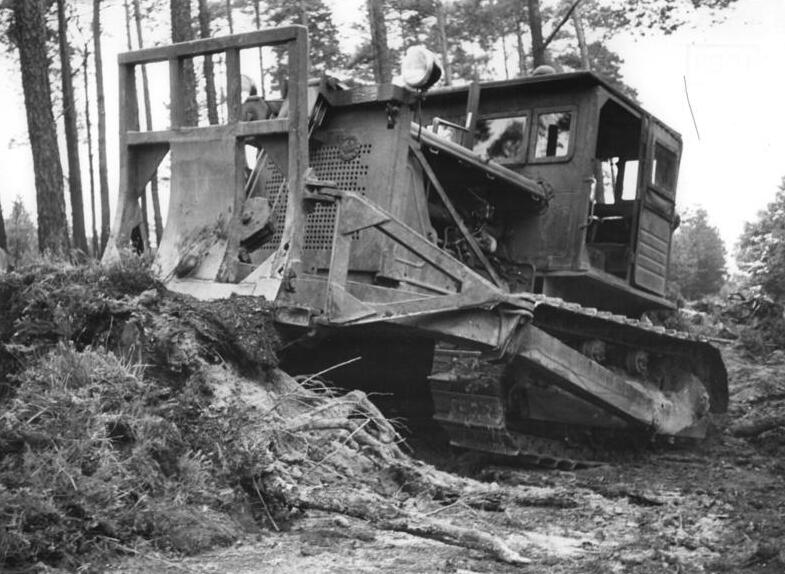
Трактор Сталинец-80 с оборудованием для корчевания пней

Корчевальная машина, корчеватель — оборудование для извлечения из грунта пней, деревьев, кустарников а также крупных камней. Используется при освоении земель под строительство, высадку сельскохозяйственных культур и при мелиоративных работах совместно с кусторезами и другими машинами.

## Разновидности
Существуют как навесные, так и прицепные и самоходные корчеватели. Можно выделить разновидности:
- С канатной тягой. Тяга может создаваться с помощью лебёдки, движения трактора (корчевание прямой тягой) или стрелы экскаватора;
- Корчеватель-собиратель — собирает выкорчеванную растительность в отвалы для её дальнейшего вывоза или сжигания. Представляет собой либо навешивающийся спереди щит с зубьями, которые при работе заглубляются под корни или камни, либо специальную корчевальную борону;
- Корчеватель-погрузчик — позволяет погружать выкорчеванные пни и камни на грузовик для последующей транспортировки. Существуют как щитовые, так и челюстные корчеватели-погрузчики;
- Рычажный корчеватель — предназначен для корчевания крупных пней за счёт рычага достаточно большой длины;
- Роторный корчеватель — высокопроизводительный корчеватель с вращающимся рабочим органом для удаления пней и камней относительно небольшого размера. Существуют как с ротором цилиндрического типа (предназначенного для извлечения), так и лопастного (предназначенного для разрушения пня в грунте). Второй именуется также как "вертикальный измельчитель" (vertical grinder).  Роторный корчеватель-измельчительцилиндрический корчеватель - извлекатель пней тракторный

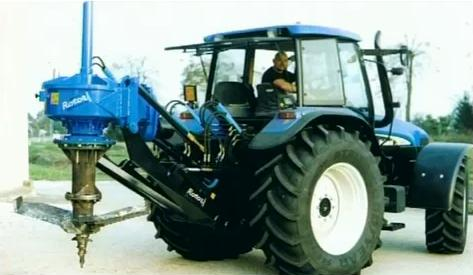
Роторный корчеватель-измельчитель

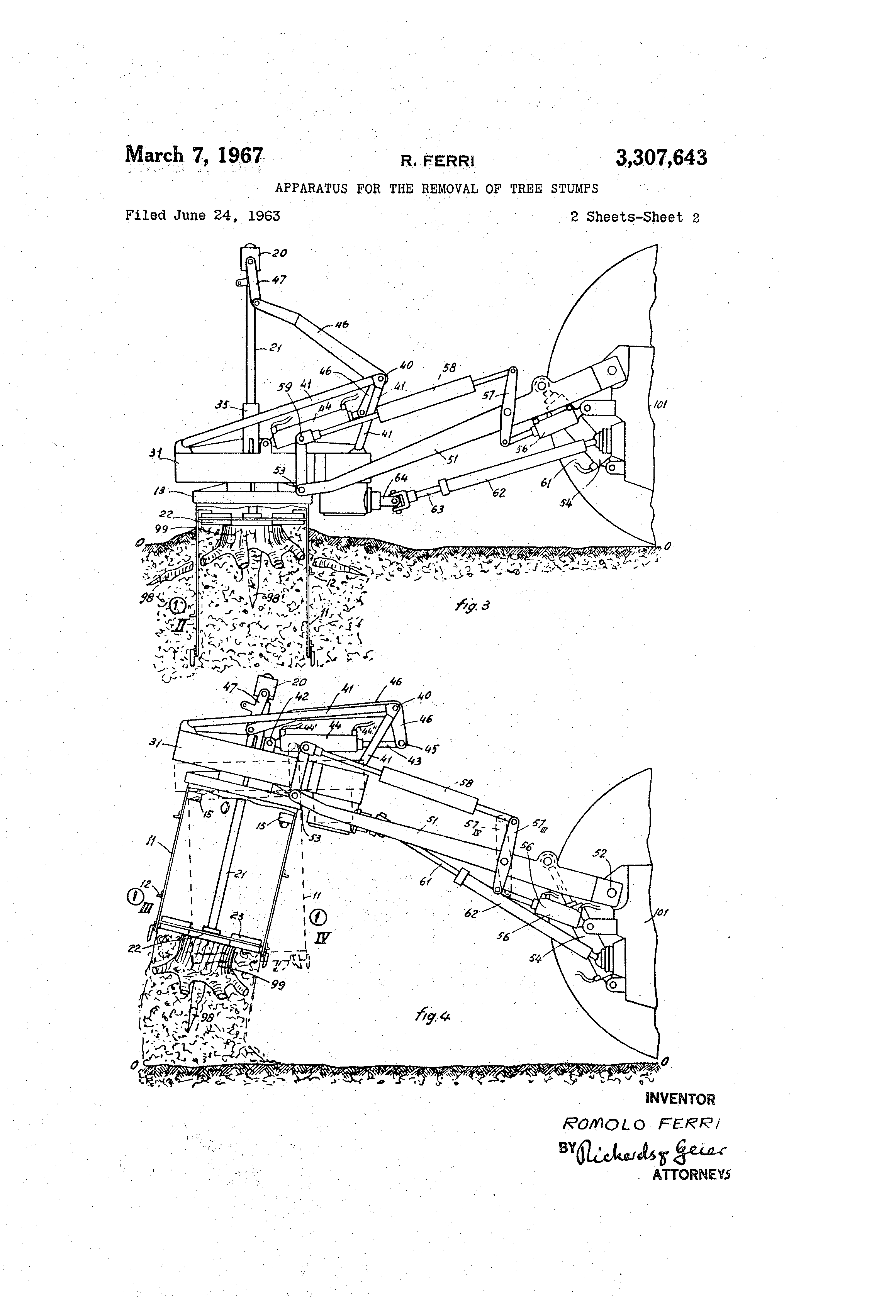
цилиндрический корчеватель - извлекатель пней тракторный